# Кремниц, Мита
Мита (Мария) Кремниц (нем. Mite Kremnitz; урождённая Барделебен; 4 января 1852, Грайфсвальд — 18 июля 1916, Берлин) — немецкая писательница; придворная дама румынской королевы Елизаветы.

## Биография
Дочь хирурга Генриха Адольфа фон Барделебена.

## Творчество
Издала под своей фамилией:
- «Rumänische Skizzen» (Бухар., 1877);
- «Neue rumänische Skizzen» (Leipzig, 1881);
- «Rumänische Märchen» (там же, 1882);
- «Rumäniens Anteil am Kriege 1877-78» (там же, 1888);
- роман «Ausgewanderte» (Бонн, 1890).

Под псевдонимом Джорджа Аллана:
- «Fluch der Liebe»,
- «Aus d. rumänischen Gesellschaft»,
- «Ein Fürstenkind».

Вместе с Кармен Сильвой (псевдоним королевы Елизаветы), под двойным псевдонимом Dito und Idem:
- «Anna Boleyn» (1886, трагедия);
- «Aus zwei Welten» (3-е изд., 1888; русский перевод в «Северном вестнике», 1886);
- «Astra» (3 изд., 1887, роман);
- «Feldpost»,
- «Rache»,
- «In der Irre».